# Dizzasco
Dizzasco là một đô thị ở tỉnh Como trong vùng Lombardia, có cự ly khoảng 50 kilômét (31 mi) về phía bắc của Milano và khoảng 15 kilômét (9 mi) về phía bắc của Como. Tại thời điểm ngày 31 tháng 12 năm 2004, đô thị này có dân số 581 người và diện tích là 3,6 km².
Dizzasco giáp các đô thị: Argegno, Blessagno, Castiglione d'Intelvi, Cerano d'Intelvi, Pigra, Schignano.